# Centenário (Rio Grande do Sul)
Pour les articles homonymes, voir Centenário.
Centenário est une municipalité de l'État de Rio Grande do Sul, au Brésil.
Sa population était de 2 877 habitants en 2020.